# Both Sides Now (альбом Джуди Коллинз)
| Оценки критиков               | Оценки критиков |
| Источник                      | Оценка          |
| ----------------------------- | --------------- |
| AllMusic                      | ·               |
| Encyclopedia of Popular Music | [ 3 ]           |

Both Sides Now — двадцать пятый студийный альбом американской певицы Джуди Коллинз, выпущенный 25 августа 1998 года на лейбле Intersound Records. На альбоме представлены новые версии песен, которые Коллинз ранее уже записывала для своих альбомов.
В 2000 году альбом был переиздан под названием Classic Folk лейблом Madacy Entertainment.

## Отзывы критиков
Уильям Рульманн из AllMusic написал, что данный альбом похож на прежние записи, поскольку голос Коллинз остаётся таким же прекрасным, как был тогда.

## Список композиций
| №                   | Название                                              | Автор(ы)                               | Длительность |
| ------------------- | ----------------------------------------------------- | -------------------------------------- | ------------ |
| 1.                  | «The Times They Are A-Changin’»                       | Боб Дилан                              | 3:33         |
| 2.                  | «Barbara Allen»                                       | народная                               | 4:32         |
| 3.                  | «Both Sides Now»                                      | Джони Митчелл                          | 3:15         |
| 4.                  | «Black Is the Color of My True Love’s Hair»           | народная                               | 5:15         |
| 5.                  | «Plaisir d’Amour»                                     | народная                               | 4:46         |
| 6.                  | «Morning Has Broken»                                  | Элинор Фарджон, Кэт Стивенс            | 2:41         |
| 7.                  | «Cat’s in the Cradle»                                 | Гарри Чапин, Сэнди Чапин               | 3:49         |
| 8.                  | «Leavin’ an a Jet Plane / Take Me Home Country Roads» | Билл Данофф, Джон Денвер, Даффи Ниверт | 4:10         |
| 9.                  | «Lock Lomond»                                         | народная                               | 3:39         |
| 10.                 | «Let It Be»                                           | Джон Леннон, Пол Маккартни             | 4:17         |
| 11.                 | «Blowin’ in the Wind»                                 | Боб Дилан                              | 4:14         |
| 12.                 | «Amazing Grace»                                       | Джон Ньютон                            | 4:19         |
| Общая длительность: | Общая длительность:                                   | Общая длительность:                    | 48:41        |